# Abandon
Abandon a Deep Purple 1998-ban megjelent albuma. A cím egy szójáték Ian Gillantól: az "Abandon" (magárahagyott) szó olvasható "A Band On"-ként (az együttes működik) is – ahogy erre a borítón a címben található pontok is utalnak. A Deep Purple stúdióalbumok között ez az egyetlen, ami tartalmaz egy korábban már megjelent számot: a Deep Purple in Rock album Bloodsucker c. számának új változata felkerült az albumra Bludsucker címmel.

## Az album dalai
Az összes szám az akkori tagoknak (Ian Gillan, Roger Glover, Jon Lord, Steve Morse, Ian Paice) a szerzeménye, kivétel a Bludsucker, ami eredetileg Ritchie Blackmore közreműködésével készült.
A Don't Make Me Happy egy hiba miatt monóban került a lemezre.
1. Any Fule Kno That – 4:27
2. Almost Human – 4:49
3. Don't Make Me Happy – 4:45
4. Seventh Heaven – 5:29
5. Watching the Sky – 5:57
6. Fingers to the Bone – 4:53
7. Jack Ruby – 3:47
8. She Was – 4:17
9. Whatsername – 4:11
10. '69 – 5:13
11. Evil Louie – 4:50
12. Bludsucker – 4:29

## Közreműködők
- Ian Gillan – ének
- Steve Morse – gitár
- Jon Lord – orgona, billentyűk
- Roger Glover – basszusgitár
- Ian Paice – dob